# Muriel Marland-Militello
Muriel Marland-Militello (Nizza, 30 luglio 1943 – Nizza, 25 febbraio 2021) è stata una politica francese.

## Biografia
Eletta all'Assemblea Nazionale di Francia per il dipartimento delle Alpi Marittime, è stata membro dell'Unione per un Movimento Popolare e dell'Assemblea parlamentare del Consiglio d'Europa (PACE).
Durante un discorso al PACE da parte di Recep Tayyip Erdoğan ad aprile del 2011, rivolse un'interrogazione formale al primo ministro turco riguardo alla tutela dei minori nel suo Paese, ottenendo una risposta evasiva. Successivamente, dichiarò ai media di avere origini armene, che per l'opera politica Philippe Séguin e Giovanna d'Arco erano rispettivamente il suo mentore politico e la sua persona-chiave di riferimento.
Il 18 febbraio 2009, ha presentato in Parlamento un disegno di legge volto a promuovere e tutelare la creazione e la diffusione di un'offerta pubblica di contenuti Internet, in modo particolare per finalità educative.
Il 22 luglio 2010, Laurent Joffrin pubblicò su Libération un intervento politico di Marland-Militello, riguardante la libertà e la deontologia della stampa francese, il diritto collettivo al pluralismo e all'indipendenza degli operatori dell'informazione.
È stata sposata con il funzionario pubblico e diplomatico francese Philippe Marland.